# Колчестер
Ко́лчестер (англ. Colchester) — місто в англійському графстві Ессекс, на річці Кольн, на вершині височини, на якій донині збереглись стіни римського міста Камулодунума (лат. Camulodunum, Colonia Claudia Victricensis) і руїни старовинних будівель. Вважається найдавнішим містом на Британських островах, вперше згадується у творах Плінія Старшого у 77 році.
У місті є багато навчальних і благодійних закладів, пристань, митниця і великий ринок, фабрики й заводи. Кількість жителів — 104 390.

## Історія
Камулодун був найдавнішим римським поселенням у Британії, до 50 року був столицею кельтського племені триновантів. Вперше сама назва «Камулодун» з'явилося на британських монетах наприкінці I ст. до н. е.
На думку дослідників, Аддедомар (вождь триновантів) переніс столицю з Брефінга до Камулодуна. Приблизно у 10 році до н. е. Таскіован, правитель племені катувеллаунів, карбував монети в Камулодуні — факт, що дав історикам підстави припускати, що столиця тріновантів була захоплена катувеллаунами. Близько 10 року н. е. владу успадкував Кунобелін, що вважається найбільш вдалим і могутнім володарем доримської Британії. На монетах Кунобеліна назва «Камулодун» зустрічалося значно частіше, ніж у Тасціована.
Доримський Камулодун мав площу у 1000 га, огороджену з різних боків земляними укріпленнями, палісадами і природними перешкодами — лісами і річкою Колн. Всередині без всякого видимого порядку розташовувалися типові для бриттів круглі будинки, господарські будівлі, пасовиська. Археологічні матеріали вказують на те, що основним заняттям жителів Камулодуна було скотарство. У центрі знаходився культовий центр.
Під час римського вторгнення був головним опорним пунктом Каратака і найважливішою метою наступаючої римської армії. У той же час поселення не стало центром опору загарбникам — після поразки і втечі Каратака, Камулодун без особливого опору здався імператору Клавдію. Саме тут останній прийняв капітуляцію одних бриттських племен і підтвердження вірності інших (атребатів, іценів).
У 49 році, коли сталося нове вторгнення під управлінням імператора Клавдія, тринованти знову стали союзниками римлян. Це призвело до того, що місто Камулодун перейшло з рук триновантів до римлян і став столицею Римської Британії. Після цього трінованти приєднались до племені іценів у боротьбі проти загарбників.
Відомий як місце, де відбувалось повстання Боудіки у 61 році, одна з найвідоміших подій римської епохи історії Англії. Повстанці на чолі з Боудікою захопили місто Камулодун. У 61 році Квінт Петіллій Церіал спробував відбити місто, однак зазнав нищівної поразки й був змушений з рештками свого легіону переховуватись у Галлії. Під час боїв завдано місту великої шкоди.
Повстання Боудікки припинило розвиток Камулодуна як головного міста провінції Британія. Наступні 15 років спорожніле і вигоріле місто повільно відновлювалося. Лише з 75 року починається масштабне будівництво, завдяки якому в II ст. Камулодун вступить повністю відновленим. Слідом за чим протягом більш ніж 100 років спокійно розвивався. У місті йшла жвава торгівля, сюди переселялися ремісники з континенту.
Легенда приписує походження назви «Колчестер» міфічному Старому Королю Колю, який, згідно з легендою, також підбурював повстання проти римлян.
У період саксонського володарювання Колчестер також відіграв важливу роль в англійській історії.

## Спорт
У місті базується футбольний клуб «Колчестер Юнайтед». Команда була заснована у 1937 році. Найвищим досягненням клубу є 10 місце у Чемпіоншипі (2 за значенням ліга Англійського футболу) у сезоні 2006–2007 років. Станом на осінь 2011 року команда виступає у Першій лізі Англійського футболу.

## Видатні жителі
- Джон Болл — «піп-заколотник»
- Даніель Дефо — письменник, автор «Робінзона Крузо».
- Джон Констебл — живописець.
- Генрі Петтен — тенісист, вімблдонський чемпіон.

Маргарет Тетчер в молодості працювала в Колчестері як хімік. У Колчестері народився науковець Роджер Пенроуз й померла знаменита «міс Марпл» — актриса Джоан Гіксон.